# 少年時代 (漫畫)
《少年時代》（日語：少年時代），是一部由藤子不二雄Ⓐ作畫的日本漫畫，以及於1990年上映的真人版電影。於1978年起至1979年在《週刊少年Magazine》（講談社）連載。

## 概要
這是將作家柏原兵三的小説《長い道》漫畫化的作品。
漫畫版的故事背景是以藤子不二雄Ⓐ在二戰時被疏散而至的富山縣朝日町山崎。
當初在《少年Magazine》連載時讀者幾乎毫無反應，令作者困惑不已。然而連載結束後讀者來信卻蜂擁而至。
1990年，由東寶電影公司出品，篠田正浩導演拍攝的真人電影，獲得日本電影金像獎不少獎項。由井上陽水演唱的同名主題曲也廣受歡迎。
除了專業演員外，也採用了許多當地的人們作為演員。

## 故事概要
太平洋戰爭末期，主角風間進一從東京被疏散至富山。進一在那裡與一位名叫小武（タケシ）的少年成為朋友，但小武雖然身為班長又是班上的孩子王，卻不知為何對進一相當冷淡。最後小武與班上同學發生了權力鬥爭，進一也被捲入這場紛爭。

## 登場人物
風間進一
本作主角。從東京被疏散到富山的小學5年級學生。在東京時曾任副班長，小武認為他在鄉下可以當班長。因為是在大都市長大的，所以來到疏散地的學校後常被同學霸凌。對小武時冷時熱的態度感到不解，但仍乖乖吞忍。
進藤武
進一班上的班長與孩子王。頭腦聰明，會幫身體虛弱的父親工作，深受周圍大人們信賴。但在學校卻支配著同學，對違背自己的人暴力相向，讓同學們敢怒不敢言。雖然對待進一也有溫柔的一面，但若進一做了一些他看不慣的事，就會叫班上同學欺負他。在某次被一群不良中學生修理後，反而成為被霸凌的對象。
美那子
校長的親戚，從大阪被疏散來的女孩子。或許小武喜歡她，因此看到她跟進一要好後，便決定集體霸凌進一。
太
進一的同班同學，雖然像是孩子王的跟班，但其實更常獨立行動。話不多且體格大。在進一班上是唯一不聽從小武指使的人，但因體格力氣都大，小武也不敢打他。對進一抱有好感。
健介
進一的同學，視小武為勁敵。因身體虛弱而長時間住院沒去上學，在進一等人升上6年級時復學。對小武極為不滿，集結班上同學想打倒他。小武也相幫忌妒他，因為他家境不錯，頭腦好。在建介得知小武被中學生修理後，便開始了全班的復仇計畫。

## 漫畫
- 講談社漫畫「少年時代（講談社）」 全5卷
- 藤子不二雄園地「少年時代（中央公論社）」全5卷
- 愛藏版「少年時代（中央公論社）」全1卷
- 中公文庫漫畫版「少年時代（中央公論社）」全3卷
- 藤子不二雄Ⓐ園地「少年時代（BOOK-ING）」全5卷

## 電影
部分設與漫畫版有所出入。上映時票房雖不盡理想，但之後獲得了日本電影金像獎等30個單位以上的獎項，評價甚高。

### 演員
- 風間進二：藤田哲也
- 大原武：堀岡裕二
- 須藤健介：小日向範威
- 田邊太：山崎勝久
- 佐伯美那子：小山篤子
- 登：工藤彰吾
- 勝：細池孝二
- 清：岩渕健
- 喜助：中島賢太郎
- 滋：高鉾龍
- 秀：澤田博志
- 五年男班：黒田垂歩（野澤）、加藤隆司（河村）、長谷川靖夫（光夫）
- 風間修作（進二的父親）：細川俊之
- 風間静江（進二的母親）：岩下志麻
- 風間秀一（進二的哥哥）：鈴木武次郎
- 風間まさ（進二的祖母）：鈴木光枝
- 風間辰男（進二的伯父）：河原崎長一郎
- 風間しげ（進二的伯母）：三田和代
- 小武的祖父：伊達三郎
- 小武的弟弟：古川秀二
- 太的父親：益富信孝
- 太的母親：繪澤萌子
- 太的姊姊（昭子）：仙道敦子
- 美那子的母親：高畑淳子
- 修作的司機：田村錦人
- 校長：蘆田伸介
- 増田老師：津村鷹志
- 女老師：谷口朋子
- 風泊站長：大瀧秀治
- 澡堂的老人：濱村純
- 本田清二：渡浩行
- 在鄉軍人：井上博一
- 播報員聲音：天野脩次郎
- 照相館老闆：大橋巨泉
- 照相館老闆娘：三好美智子
- 鳥舞高等科：鈴木健
- 鳥舞六年級生：加藤岳史
- 鳥舞五年級生：森岩健太郎、川畑健一郎
- 其他兒童：
- 大家庄小學（朝日町）眾人
- 五箇庄小學（朝日町）眾人
- 泊小學（朝日町）眾人
- 笹川小學（朝日町）眾人
- 山崎小學（朝日町）眾人
- 横山小學（入善町）眾人
- 椚山小學（入善町）眾人
- 城端小學（城端町）眾人

### 工作人員
- 導演：篠田正浩
- 原作：柏原兵三、藤子不二雄Ⓐ
- 劇本：山田太一
- 音楽：池辺晋一郎
- 製作：「少年時代」製作委員会
  - 藤子工作室
  - 小學館
  - 中央公論社
  - 朝日電視台
  - 旭通信社
  - SHIN-EI動畫
- 企劃製作：藤子不二雄Ⓐ
- 主題曲：井上陽水「少年時代」

## 資料來源
1. ↑   (PDF).   [2015-05-25]. （原始内容存档 (PDF)于2013-01-24）.
2. ↑  読売新聞社文化部『この歌この歌手―運命のドラマ120〈下〉』現代教養文庫、1997年、299頁。ISBN 4390116029

## 外部連結
- 少年時代 - 日本电影数据库
- 少年時代 - allcinema（日語）
- 少年時代 - KINENOTE（日語）
- 少年時代 - AllMovie（英文）
- 互联网电影数据库（IMDb）上《少年時代》的资料（英文）